# الطاقة في كازاخستان
يُشير موضوع الطاقة في كازاخستان (بالإنجليزية: Energy in Kazakhstan)‏ إلى إنتاج الطاقة والكهرباء، واستهلاك الطاقة واستيرادها في كازاخستان، وكذلك النظام السياسي المتعلق بالطاقة في هذه الدولة.
تُعد كازاخستان من الدول المصدرة الصافية للطاقة، وتملك احتياطيات من النفط والغاز والفحم واليورانيوم. وهي منتج رائد للطاقة في رابطة الدول المستقلة (CIS)، ومنتج رئيسي للنفط والغاز والفحم، فضلاً عن كونها أكبر منتج ومصدّر لخام اليورانيوم في العالم.
تطوّرت صناعة النفط والغاز في كازاخستان بكثافة بعد عام 1999. وتُعد الصين واحدة من أكبر المستثمرين في صناعة النفط والغاز في كازاخستان. وتلتزم استراتيجية كازاخستان 2050 بنسبة 50٪ من استهلاك الطاقة يأتي من مصادر متجددة أو بديلة.
| العام | السكان (مليون) | الطاقة الأولية (تيراوات ساعة) | الإنتاج (تيراوات ساعة) | المصدّر (تيراوات ساعة) | الكهرباء (تيراوات ساعة) | انبعاثثاني أكسيد الكربون (طن متري) |
| --- | -------------- | ----------------------------- | ---------------------- | --------------------- | ----------------------- | ---------------------------------- |
| 2004 | 15.0           | 638                           | 1،379                  | 742                   | 54.4                    | 162.2                              |
| 2007 | 15.5           | 773                           | 1،582                  | 811                   | 68.9                    | 190.5                              |
| 2008 | 15.7           | 825                           | 1،723                  | 899                   | 73.5                    | 201.6                              |
| 2009 | 15.9           | 766                           | 1،696                  | 931                   | 71.6                    | 189.5                              |
| 2012 | 16.6           | 908                           | 1863                   | 972                   | 81.0                    | 234.2                              |
| 2012R | 16.79          | 871                           | 1،915                  | 1،023                 | 85.4                    | 225.8                              |
| 2013 | 17.04          | 948                           | 1966                   | 994                   | 83.4                    | 244.9                              |
| تغيير 2004-09 | %6.0           | %20.1                         | %22.9                  | %25.6                 | %31.7                   | %16.9                              |
| طن نفط مكافئ: 11.63 تيراوات ساعة، الطاقة الأولية، تشمل الطاقة المفقودة 2012R = تغيرت معايير حساب ثاني أكسيد الكربون، الأرقام محدثة |                |                               |                        |                       |                         |                                    |

ووفقًا لوكالة الطاقة الدولية، زاد إمداد الطاقة الأولية بنسبة 29٪ وصادرات الطاقة بنسبة 21٪ من عام 2004 إلى عام 2008 في كازاخستان.

### النفط

ميزان الزيت

### الفحم

ميزان الفحم

## الكهرباء

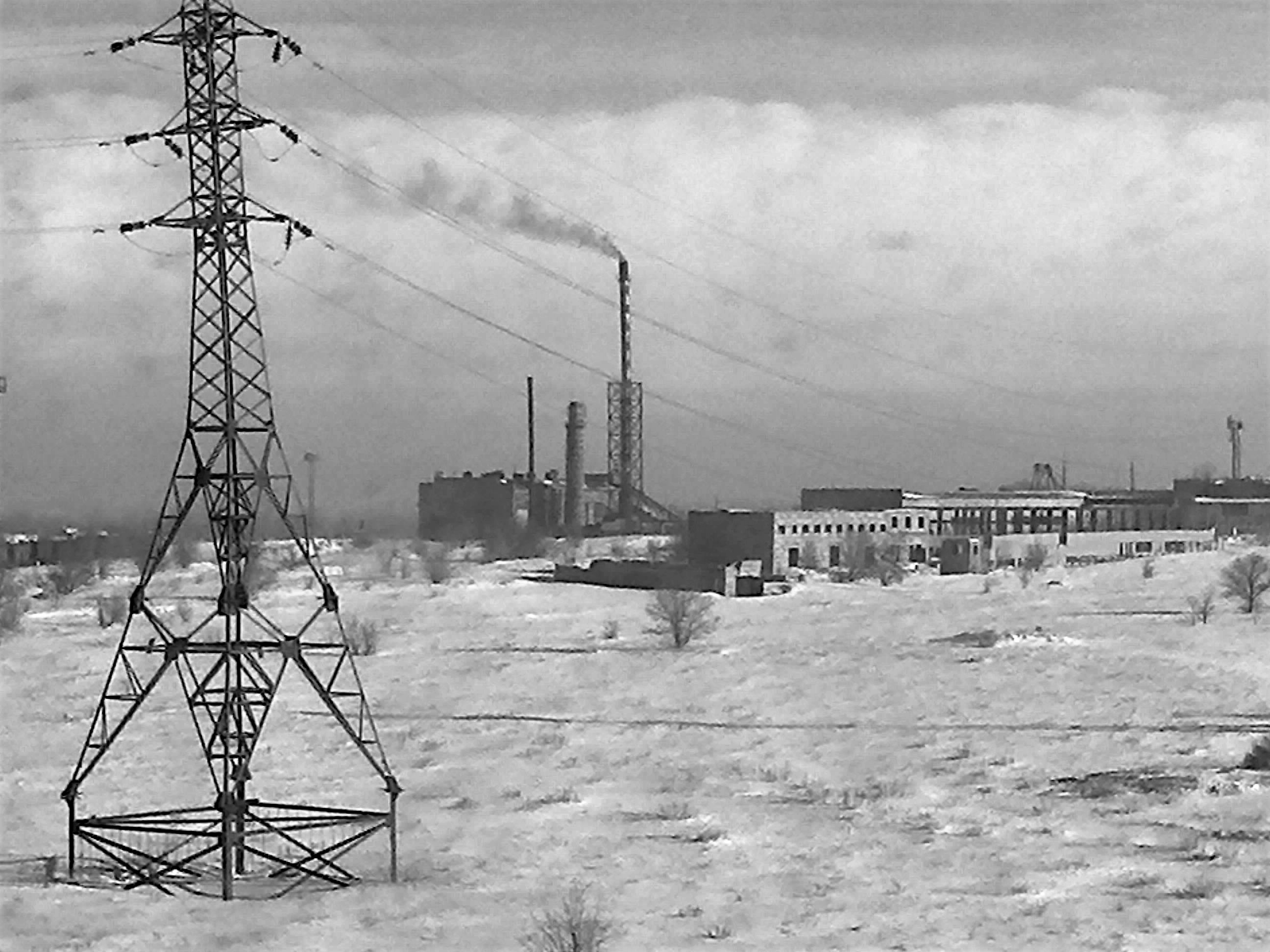
منظر من الجسر في منجم كيروفسكايا في كازاخستان

#### خطوط أنابيب النفط

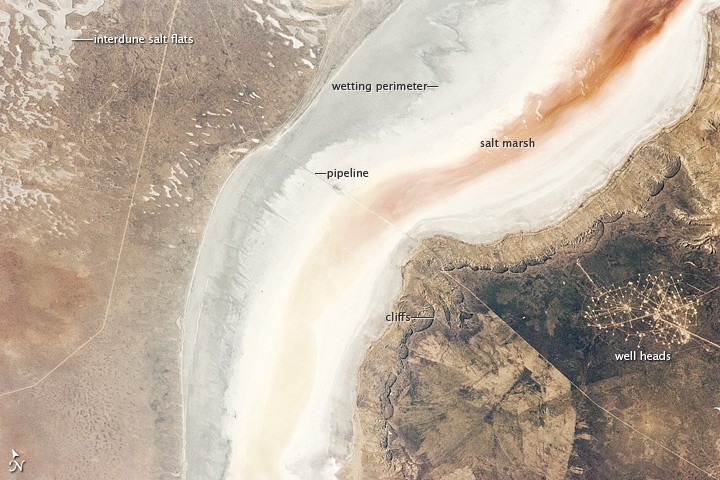
سور كايداك، بحر قزوين، كازاخستان - مرصد ناسا الأرضي